# سولومون هاردي
سولومون هاردي (18 مايو 1863 في المملكة المتحدة - 5 يوليو 1931) (بالإنجليزية: Solomon Hardy)‏ هو لاعب كريكت بريطاني وبريطاني (وحمل سابقاً جنسية المملكة المتحدة لبريطانيا العظمى وأيرلندا). لعب مع نادي مقاطعة ديربيشاير للكريكت ‏.